# The Tide and Its Takers
The Tide and Its Takers je čtvrté studiové album aljašské kapely 36 Crazyfists. Deska vyšla 27. května 2008 celosvětově. Kapela natočila klip pro první singl alba "We Gave It Hell" režírované Sorenem, který spolupracoval dříve s kapelami Unearth nebo Behemoth. Video vyšlo na YouTube 6. května 2008. Album dosáhlo na 155. příčku v Billboard 200 v prvním týdnu, stejně jako čtvrté místo v Top Heatseekers, 23. v tabulce Hard Rock a 11. v Top Independent Albums. Album zaznamenalo nejvyšší prodejnost za první týden v historii kapely (4150 kopií v USA). Deska také dosáhla 83. místa v UK Albums Chart.

## Seznam skladeb
1. "The All Night Lights" – 3:31
2. "We Gave It Hell" – 3:12
3. "The Back Harlow Road" – 4:10
4. "Clear the Coast" – 3:22
5. "Waiting on a War" – 4:07
6. "Only a Year or So..." – 3:39
7. "Absent Are the Saints" – 3:50
8. "Vast and Vague" – 4:14
9. "When Distance is the Closest Reminder" – 3:45
10. "Northern November" – 5:00
11. "The Tide and Its Takers" – 4:02

## Spolupracovníci
- Jeff Chenault – tvůrčí vedoucí
- Monte Conner – A&R
- Erin Farley – asistent technika
- Brock Lindow – Zpěv
- Mick Whitney – Basová kytara
- Thomas Noonan – Bicí
- Steve Holt – Elektrická kytara, doplňující vokály
- Candace Kucsulain z Walls of Jericho – hostování na "Vast and Vague"
- Adam Jackson z Twelve Tribes – hostování na "Clear the Coast"
- Larry Mazer – management
- Daragh McDonagh – foto
- Andy Sneap – mastering, mixing
- Arun Venkatesh – asistent technika
- Steve Holt – producent, technik

## Zajímavosti
- Mluvené slovo na "Only A Year Or So..." pronáší kamarádka kapely z Oregonu. Citace jsou z dopisů manželského páru, kdy je muž na misi v Iráku.